# Foreste dell'interno del Pernambuco
Le foreste dell'interno del Pernambuco sono un'ecoregione dell'ecozona neotropicale, definita dal WWF (codice ecoregione: NT0152), comprendente una piccola area del Brasile orientale situata tra le foreste costiere del Pernambuco e le aride boscaglie della caatinga dell'interno del Paese; appartengono alla più vasta ecoregione della Foresta Atlantica.

## Geografia
Le foreste dell'interno del Pernambuco ricoprono una superficie di 22.700 km², che si estende attraverso parti degli stati di Paraíba, Pernambuco e Alagoas. Sono delimitate dai fiumi Curimataú a nord e São Francisco a sud.
L'ecoregione è situata all'interno delle foreste costiere del Pernambuco, dagli altopiani sedimentari in prossimità della costa fino ai versanti orientali della Serra da Borborema. Nella parte settentrionale, l'ecoregione si spinge fin quasi alla costa, appena alle spalle della fascia costiera occupata dalle mangrovie del Rio Piranhas e della restinga della costa atlantica brasiliana.

### Clima
Il clima è tropicale. Le precipitazioni annue variano tra 1250 e 1750 mm, con una stagione secca che si protrae da ottobre a marzo.

## Flora

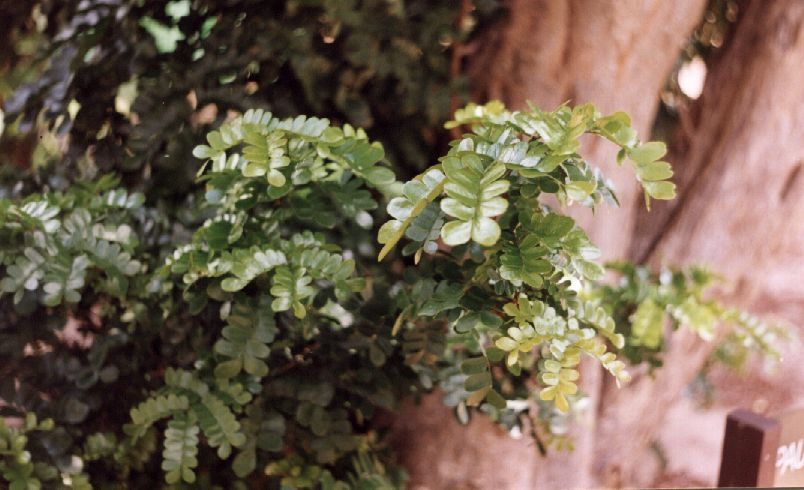
Caesalpinia echinata

Il tipo di vegetazione prevalente è la foresta semi-decidua atlantica a quattro livelli (strato emergente, volta, sottobosco e pavimento della foresta), con alberi emergenti che raggiungono i 35 m di altezza. Durante la stagione secca, da ottobre a marzo, molti alberi perdono le proprie foglie.
Tra le specie di alberi emergenti caratteristiche della zona ricordiamo l'Astronium fraxinifolium (famiglia Anacardiacee), l'Enterolobium contortisiliquum (Leguminose), la Cordia trichotoma (Boraginacee) e la Tabebuia chrysotricha (Bignoniacee). Nelle foreste dell'interno del Pernambuco si trovano le più grandi popolazioni rimaste di pau-brasil (Caesalpinia echinata).

## Fauna
Le foreste del Pernambuco, sia quelle costiere che quelle dell'interno, ospitano molte specie endemiche. Tra gli uccelli qui presenti ricordiamo il tiranno todo pettocamoscio (Hemitriccus mirandae), la cotinga alibianche (Xipholena atropurpurea), la tanagra settecolori (Tangara fastuosa) e il lucarino facciagialla (Spinus yarrellii).

## Conservazione
Di queste foreste rimane solamente il 5% della copertura originaria; il resto è andato distrutto per ricavare legname e legna da ardere o per fare spazio alle coltivazioni e ai pascoli per il bestiame. La maggior parte delle zone rimaste sono piccole (1-10 ettari) e povere di specie.
Nel 1997, l'ecoregione ospitava soltanto tre aree protette, che ricoprivano in tutto una superficie di 90 km². La riserva biologica di Pedra Talhada, a Quebrangulo, nell'Alagoas, costituisce un importante rifugio per gli uccelli minacciati di estinzione dell'ecoregione.